# 1000-km-Rennen von Buenos Aires 1956

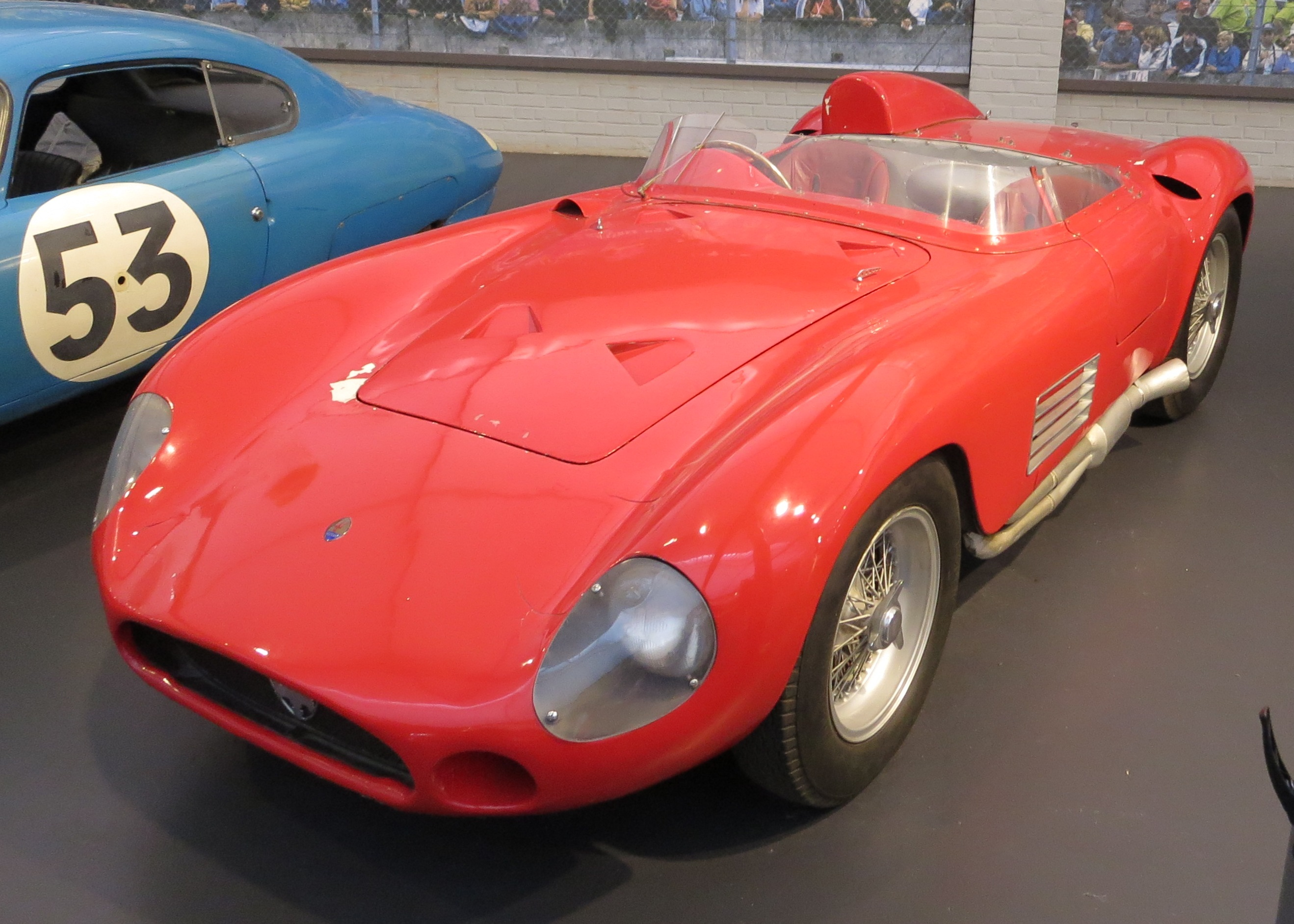
Maserati 300S

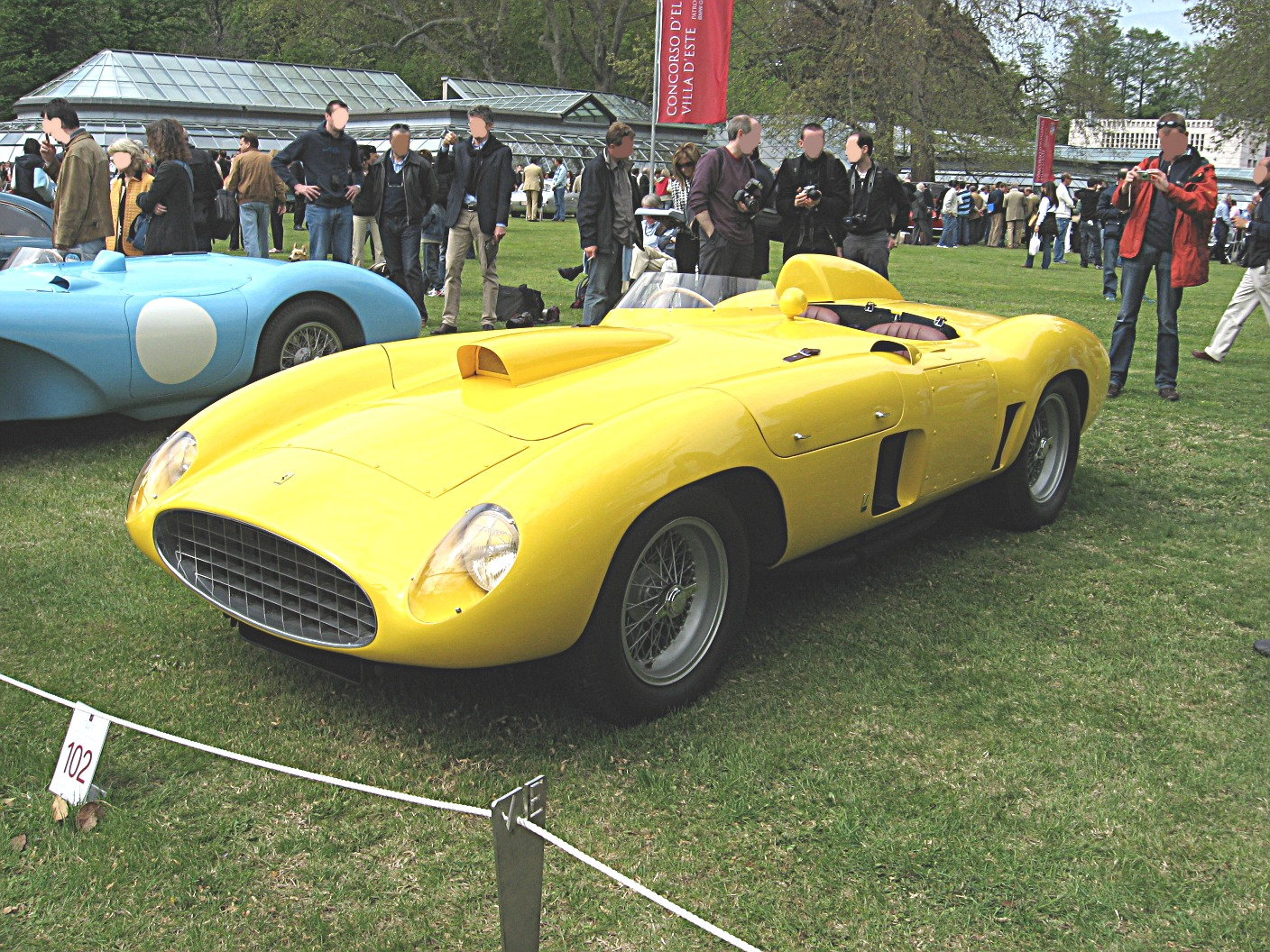
Ferrari 410 Sport Scaglietti Spyder

Das dritte 1000-km-Rennen von Buenos Aires, auch Grand Prix Buenos Aires 1000 Kilometres, Autódromo Municipal y Avenida Paz, fand am 29. Januar 1956 auf dem Autódromo Municipal-Avenida Paz statt und war der erste Wertungslauf der Sportwagen-Weltmeisterschaft dieses Jahres.

## Vor dem Rennen
Mit dem Rennen in Argentinien begann die Sportwagen-Weltmeisterschaft 1956, die in diesem Jahr nur fünf Rennveranstaltungen umfasste. Nach der Katastrophe beim 24-Stunden-Rennen von Le Mans 1955, fuhr man dieses 24-Stunden-Rennen in diesem Jahr ohne Weltmeisterschaftsstatus.

## Das Rennen
Nach dem Ende der Motorsportaktivitäten von Daimler-Benz kehrte Juan Manuel Fangio nicht zu Maserati zurück, sondern wechselte zum großen Konkurrenten Ferrari. Auch Stirling Moss war nach dem Ende von Mercedes ohne Vertrag und wurde von Maserati verpflichtet.
Der Sieg beim 1000-km-Rennen war nicht nur der erste Erfolg von Moss für seinen neuen Arbeitgeber, sondern der erste Sieg von Maserati in der Sportwagen-Weltmeisterschaft überhaupt. Moss gewann das Rennen mit seinem Teamkollegen Carlos Menditéguy auf einem Maserati 300S mit einem Vorsprung von zwei Runden auf den Werks-Ferrari 857S von Olivier Gendebien und Phil Hill. Gesamtdritte wurden Jean Behra und José Froilán González, die einen weiteren Werks-Maserati 300S fuhren.

## Ergebnisse

### Schlussklassement
| 1               | S + 3.0 | 31 | Officine Alfieri Maserati | Stirling Moss Carlos Menditéguy                  | Maserati 300S                       | 106 |
| 2               | S + 3.0 | 36 | Scuderia Ferrari          | Olivier Gendebien Phil Hill                      | Ferrari 857S                        | 104 |
| 3               | S 3.0   | 32 | Officine Alfieri Maserati | Jean Behra José Froilán González                 | Maserati 300S                       | 101 |
| 4               | S 1.5   | 4  |                           | Alejandro de Tomaso Carlo Tomasi                 | Maserati 150S                       | 97  |
| 5               | S 2.0   | 20 |                           | Enrique Muro Julio Pola                          | Ferrari 500 Mondial                 | 93  |
| 6               | S 3.0   | 26 |                           | Eduardo Kovacs-Jones Raul Jaras                  | Mercedes-Benz 300 SL                | 90  |
| 7               | S 1.5   | 6  |                           | Isabelle Haskell Carlos Lostalo                  | Maserati 150S                       | 88  |
| 8               | S 3.0   | 24 |                           | Angel Maiocchi Lucio Bollaert                    | Ferrari 225S                        | 85  |
| 9               | S + 2.0 | 43 |                           | Franco Bruno Carlos Bruno                        | Allard J2                           | 71  |
| Disqualifiziert |         |    |                           |                                                  |                                     |     |
| 10              | S 1.5   | 3  |                           | Curt Delfosse Pedro Escudero                     | Gordini T15 Special                 | 70  |
| Ausgefallen     |         |    |                           |                                                  |                                     |     |
| 11              | S + 3.0 | 43 | Scuderia Ferrari          | Juan Manuel Fangio Eugenio Castellotti           | Ferrari 410 Sport Scaglietti Spyder | 89  |
| 12              | S 1.5   | 1  |                           | Jaroslav Juhan José Félix Lopes                  | Porsche 550 Spyder                  | 72  |
| 13              | S 3.0   | 33 | Officine Alfieri Maserati | Chico Landi Gerino Gerini                        | Maserati 300S                       | 68  |
| 14              | S + 3.0 | 44 | Scuderia Ferrari          | Luigi Musso Peter Collins                        | Ferrari 410 Sport Scaglietti Spyder | 61  |
| 15              | S + 3.0 | 42 |                           | Roberto Bonomi Ernesto Florencio Castro Cranwell | Ferrari 375MM                       | 59  |
| 16              | S 3.0   | 34 |                           | Luis Milán Ela Capotosti                         | Ferrari 625TF                       | 44  |
| 17              | S + 3.0 | 41 |                           | Celso Lara Barberis Godofredo Vianna             | Ferrari 375MM                       | 41  |
| 18              | S 3.0   | 30 | Scuderia Guastalla        | Lino Fayen Joao Rozende Dos Santos               | Ferrari 750 Monza Spider Scaglietti | 37  |
| 19              | S + 3.0 | 45 |                           | Enrique Sáenz-Valiente Jorge Camano              | Ferrari 375 Plus                    | 35  |
| 20              | S 2.0   | 22 |                           | Maria Teresa de Filippis                         | Maserati A6GCS                      | 26  |
| 21              | S + 3.0 | 46 |                           | Carlos Najurieta César Rivero                    | Ferrari 375MM                       | 23  |
| 22              | S 1.5   | 5  |                           | Miguel Jantus Alberto Gomez                      | Gordini T15S                        | 23  |
| 23              | S 2.0   | 23 |                           | Ricardo Grandío Alberto Rodríguez Larreta        | Maserati A6GCS                      | 21  |
| 24              | S 3.0   | 25 |                           | Danilo Ciapessoni Cesar Reyes                    | Ferrari 225 Export                  | 16  |
| 25              | S 1.5   | 2  |                           | Tomas Mayol Juan Gobbi                           | Porsche 550 Spyder                  | 14  |
| 26              | S 3.0   | 21 |                           | Osvaldo Carballido Elias Carballido              | Austin-Healey 100M                  | 11  |
| 27              | S + 3.0 | 35 |                           | José Millet Miguel Schroeder                     | Jaguar C-Type                       | 3   |
| Nicht gestartet |         |    |                           |                                                  |                                     |     |
| 28              | S + 3.0 | 40 |                           | Jean Blanc Colette Duval Pedro Llano             | Talbot Lago T26GS                   | 1   |

1 nicht gestartet

### Nur in der Meldeliste
Hier finden sich Teams, Fahrer und Fahrzeuge, die ursprünglich für das Rennen gemeldet waren, aber aus den unterschiedlichsten Gründen daran nicht teilnahmen.
| Pos. | Klasse  | Nr. | Team | Fahrer                           | Chassis           |
| ---- | ------- | --- | ---- | -------------------------------- | ----------------- |
| 29   | S 2.0   | 7   |      | Arturo Santamaria David Speroni  | Alfa Romeo 1900   |
| 30   | S 3.0   | 37  |      | Carlos Guimarey Caralpey         | Alfa Romeo        |
| 31   | S + 3.0 | 47  |      | Gaston Perkins Rodolfo de Alzaga | Maserati A6G      |
| 32   | S + 3.0 | 48  |      | Clemar Bucci Pedro Suarez        | Alfa Romeo 12C-37 |

### Klassensieger
| Klasse  | Fahrer              | Fahrer            | Fahrzeug            | Platzierung im Gesamtklassement |
| ------- | ------------------- | ----------------- | ------------------- | ------------------------------- |
| S + 3.0 | Olivier Gendebien   | Phil Hill         | Ferrari 857S        | Rang 2                          |
| S 3.0   | Stirling Moss       | Carlos Menditéguy | Maserati 300S       | Gesamtsieg                      |
| S 2.0   | Enrique Muro        | Julio Pola        | Ferrari 500 Mondial | Rang 5                          |
| S 1.5   | Alejandro de Tomaso | Carlo Tomasi      | Maserati 150S       | Rang 4                          |

### Renndaten
- Gemeldet: 32
- Gestartet: 27
- Gewertet: 9
- Rennklassen: 4
- Zuschauer: unbekannt
- Wetter am Renntag: warm und trocken
- Streckenlänge: 9,476 km
- Fahrzeit des Siegerteams: 6:29:37,900 Stunden
- Gesamtrunden des Siegerteams: 106
- Gesamtdistanz des Siegerteams: 1004,490 km
- Siegerschnitt: 154,683 km/h
- Pole Position: Juan Manuel Fangio – Ferrari 410 Sport Scaglietti Spyder (#43) – 3:29,400 = 162,917 km/h
- Schnellste Rennrunde: Peter Collins – Ferrari 410 Sport Scaglietti Spyder (#44) – 3:26,400 = 165,285 km/h
- Rennserie: 1. Lauf zur Sportwagen-Weltmeisterschaft 1956